# Heilig-Kreuz-Kirche (Eysölden)
Die Heilig-Kreuz-Kirche in Eysölden ist eine römisch-katholische Filialkirche der Pfarrei Zell im Pfarrverband Hilpoltstein im Dekanat Roth-Schwabach im Bistum Eichstätt und wurde 1965 nach Plänen von Josef Elfinger errichtet.
Das Patrozinium wird an Kreuzerhöhung gefeiert.

## Geschichte
Als nach dem Zweiten Weltkrieg katholische Familien nach Eysölden kamen, äußerten sie den Wunsch nach einem eigenen Gotteshaus, das alsbald gebaut und im März 1965 durch Bischof Joseph Schröffer geweiht wurde.
Im November 2014 wurde seitens des Bistums mit den Gläubigen über eine Schließung der Kirche beraten. Es wäre die erste Profanierung im Bistum Eichstätt nach der napoleonischen Zeit. Eine Schließung wurde abgelehnt und die Kirche mit viel Eigenleistung saniert.